# Fernando Barbosa dos Santos
Fernando Barbosa dos Santos CM (ur. 5 marca 1967 w Sertânia) – brazylijski duchowny katolicki, biskup-prałat Tefé w latach 2014-2021, biskup Palmares od 2021. 

## Życiorys
20 stycznia 1996 otrzymał święcenia kapłańskie w zgromadzeniu Misjonarzy św. Wincentego á Paulo. Był m.in. wychowawcą zakonnych seminariów, prowincjałem oraz ekonomem prowincji.
14 maja 2014 papież Franciszek mianował go biskupem-prałatem prałatury terytorialnej Tefé. Sakry udzielił mu 28 sierpnia 2014 metropolita Fortalezy - arcybiskup José Antônio Aparecido Tosi Marques.
9 czerwca 2021 papież mianował go biskupem diecezjalnym diecezji Palmares. Ingres do katedry diecezjalnej odbył 22 sierpnia 2021.